# Млєт

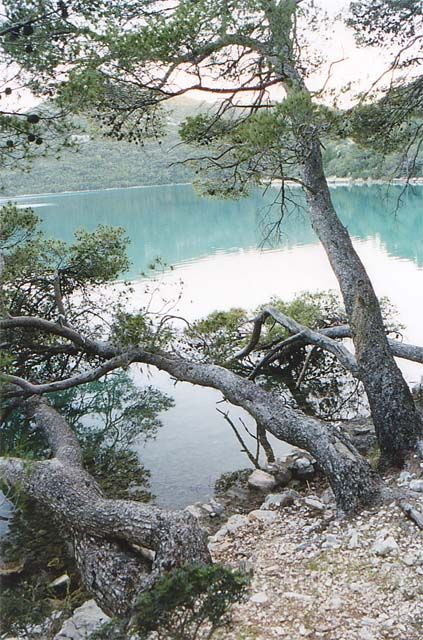
Національний парк Млєт

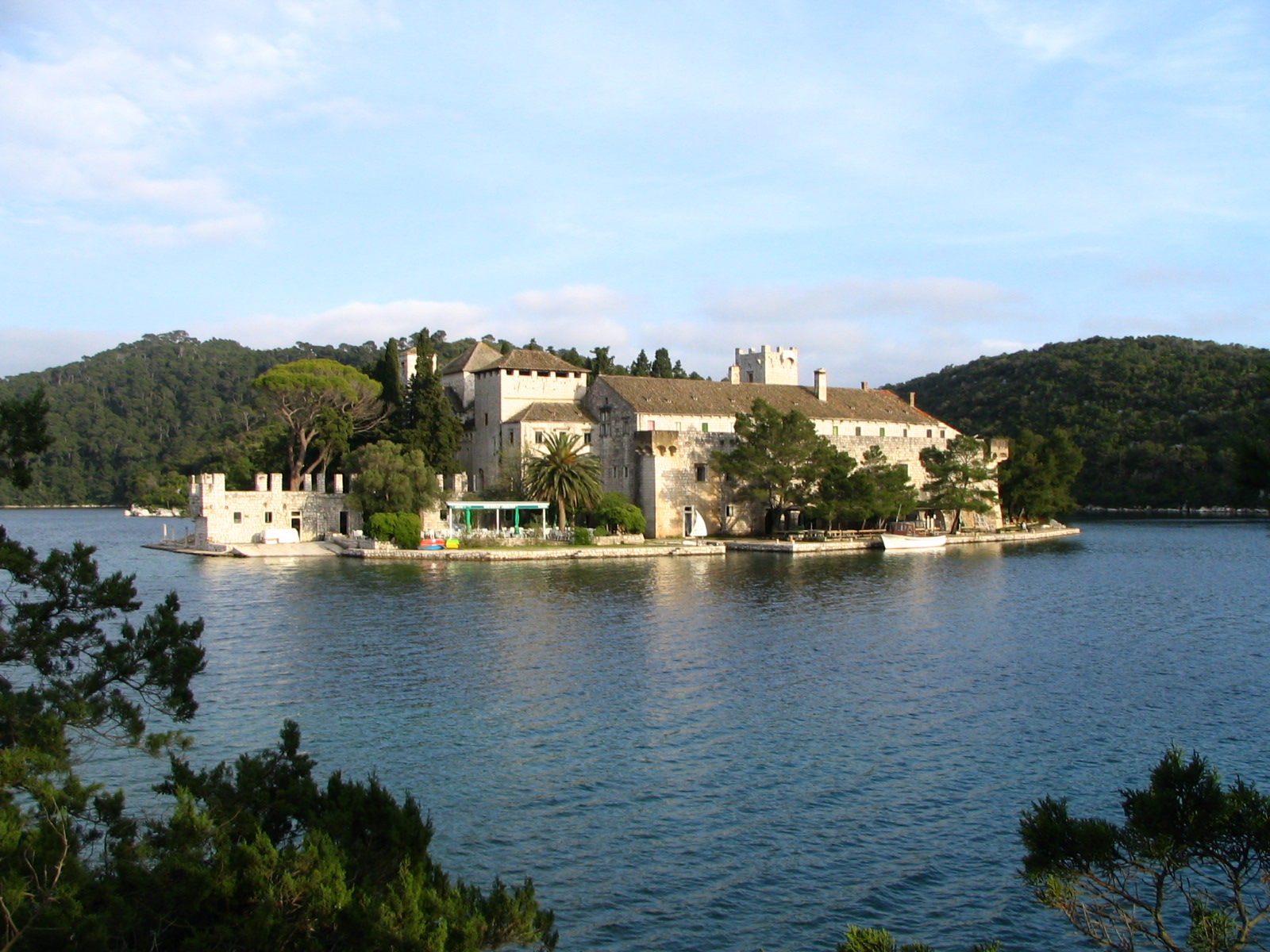
Монастир на острові св. Марії

Млєт (хорв. Mljet, італ. Meleda, лат. Melila) — острів у південній частині Хорватії, біля далматинського узбережжя.
У західній частині острова розташований Національний парк. Східна частина острова відома своїми мальовничими бухтами з прекрасними пляжами. По периметру острова прокладена дорога, що полегшує його огляд.
На острів ходять з Дубровника і Трстено регулярні і туристичні рейси.

## Географія
Острів лежить на південь від півострова Пелєшаць, від якого відокремлений Млєтським каналом. Довжина острова — 37 км, ширина — 3 км. Він має вулканічне походження, з численними ущелинами і проваллями, найдовше з них, Бабино Полє, яке простягається з півночі на південь острова. Порт Полаче (іт. Palazzo), головний порт на півночі країни, є портом заходу для туристичних поромів. Інші причали — Помена (Pomena) і Собра (Sobra). Млєт має один готель - Odisej (від грецького "Одіссей"), розташований в північно-західній частині острова.
Острів Млєт — найпівденніший і найсхідніший з великих островів Адріатики. Він також найлісистіший серед хорватських островів (72 % площі вкрито лісом).
Давні греки називали острів "Melita" або "мед", яка протягом століть перетворилася на слов'янську назву Млєт.
Геологічно острів складається з вапняків і доломітів.

## Національний парк
Всю західну частину острова займає старий хорватський Національний парк «Млєт», заснований 12 листопада 1960 року. Головною пам'яткою заповідника є два озера з солоною водою — Велике (Veliko, площа — 45 га, глибина — 46 м) і Мале (Malo, площа — 24 га, глибина — 29 м). На Великому озері знаходиться острів Св. Марії, або, як його називають, острів на острові. На острові св. Марії знаходиться однойменний старовинний бенедиктинський монастир XII століття. Рослинний і тваринний світ острова унікальний; однак, впродовж століть йому довелося пережити два екологічних лиха.
Перше було пов'язане з каналом, яким ченці в XII столітті з'єднали Велике озеро з морем, що привело до засолення первісно прісних озер.
Друге викликали мангусти, яких в середньовіччі завезли на острів для боротьби з численними зміями, і які сильно скоротили кількість не лише змій, але й диких птахів, поїдаючи їхні яйця. Втім, зараз екосистема острова відновила баланс, а дикі мангусти є однією з цікавинок парку.

## Населення
Населення громади за даними перепису 2011 року становило 1 088 осіб. 
Динаміка чисельності населення громади:

## Населені пункти
Крім поселення Млєт, до громади також входять:
- Бабино Полє
- Блато
- Говеджарі
- Корита
- Козариця
- Марановичі
- Окулє
- Полаче
- Помена
- Прожура
- Прожурська Лука
- Ропа
- Саплунара
- Собра